# Monte Papandayan
Monte Papandayan (en indonesio/javanés: Gunung Papandayan) es un estratovolcán complejo, situado en la regencia de Garut, Java occidental, Indonesia. La cumbre del volcán tiene cuatro grandes cráteres y campos de fumarolas activas. La erupción de 1772 causó el colapso del flanco noreste del volcán, produciendo una avalancha de escombros catastrófica que destruyó 40 aldeas y mató a casi 3000 personas. La erupción cambió la forma del volcán, dejándola con un cráter de 1,1 km de ancho en el centro y dos picos, haciendo que parezca un volcán gemelo. Uno de los picos se llama Papandayan y la otra es el monte Puntang.
Desde 1772, sólo se produjeron pequeñas erupciones freáticas, hasta que se produjo una erupción explosiva en noviembre de 2002. 

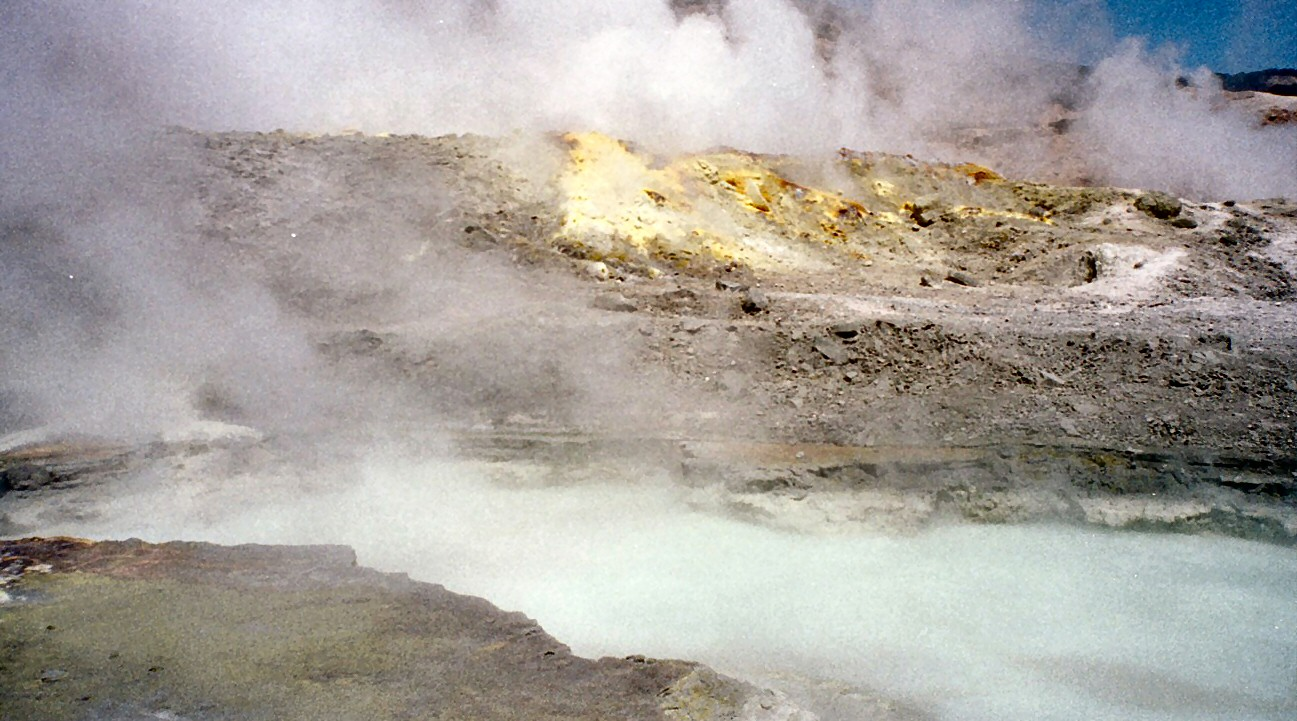
Vista del cráter del volcán en 1997.

Monte Papandayan está construido de capas alternas de lava, ceniza, y otros escombros de fragmentos de roca volcánica que se formaron por erupciones explosivas en los últimos cientos de años. Un gran cráter, con paredes escarpados, en forma de herradura se extiende hacia el noreste dando lugar a depósitos de rocas entremezclados de otros escombros volcánicos. Dentro del cráter, hay numerosos pequeños respiraderos, denominados Kawah Mas, Barú Kawah, Nangklak Kawah, Manuk Kawah, etc., así como muchos fumarolas solfataras que emiten humo y gases calientes.